# Gallarate–Varese-vasútvonal
A Gallarate–Varese-vasútvonal egy 19 km hosszúságú, normál nyomtávolságú vasútvonal Olaszországban, Gallarate és Varese között. A vonal 3000 V egyenárammal villamosított, fenntartója az RFI.